# Colt's Manufacturing Company
La Colt's Manufacturing Company (CMC), anteriormente Colt's Patent Firearms Manufacturing Company, es una empresa fabricante de armas de fuego de Estados Unidos. Fue fundada en el año 1836 por Samuel Colt. Colt es el más conocido en la ingeniería, producción y comercialización de armas de fuego durante la segunda mitad del siglo XIX y del siglo XX. Los primeros diseños de Colt jugaron un papel importante en la popularización del revólver y en el cambio de las pistolas anteriores de un solo tiro. Mientras que Sam Colt no inventó el concepto de revólver, sus primeros diseños resultaron ser un gran éxito.
Los productos de Colt más famosos abarcan el Colt Walker, el Colt Single Action Army  o Peacemaker (Pacificador), y el Colt Python. John Browning trabajó para Colt por un tiempo, y fue el primer responsable del diseño para una pistola semiautomática que debutó como la pistola Colt M1900, evolucionado con el tiempo en la pistola Colt M1911. A pesar de que no la desarrollaron, durante mucho tiempo, Colt fue el principal responsable de la producción de todos los fusiles AR-15 y M16, así como muchos derivados de estas armas de fuego. El más exitoso y famoso de ellos son numerosos fusiles de la familia M16, incluido el CAR-15 y la Carabina M4.
En el año 2002 Colt Defense se separó de la Colt's Manufacturing Company. Colt Manufacturing Company suministra ahora al mercado civil, mientras que Colt Defense sirve a los militares y a los mercados privados de seguridad en todo el mundo en la aplicación de la ley.

## Historia

### SigloXIX

#### Años 1830–1850
Samuel Colt recibió una patente británica de su diseño mejorado de un revólver en el año 1835, y dos patentes de EE. UU. en el año 1836, uno el 25 de febrero (más tarde numerada U.S. Patent 9430X) y la otra el 29 de agosto US plant patent n.º 1304
. Ese mismo año fundó su primera empresa de fabricación, la Patent Arms Manufacturing Company of Paterson, New Jersey, Colt's Patent.
Esta empresa sufrió problemas de calidad en la producción. Fabricar las armas de fuego con piezas intercambiables era algo todavía bastante nuevo (que había alcanzado la viabilidad comercial solo una década antes), y que todavía no era fácil de reproducir en diferentes fábricas. La intercambiabilidad no estaba completo en la fabricación de la pistola Paterson, y las técnicas tradicionales de la fabricación de armas no llenaba de todo la brecha existente. El revólver Colt Paterson se encontró con un éxito y fracaso irregulares; algunos funcionaban bien, mientras que otros tenían problemas. El Cuerpo de Marines de los Estados Unidos y Ejército de los Estados Unidos, reportaron problemas de calidad con estos primeros revólveres Colt. En 1842 la producción se había detenido en la corporación New Jersey.

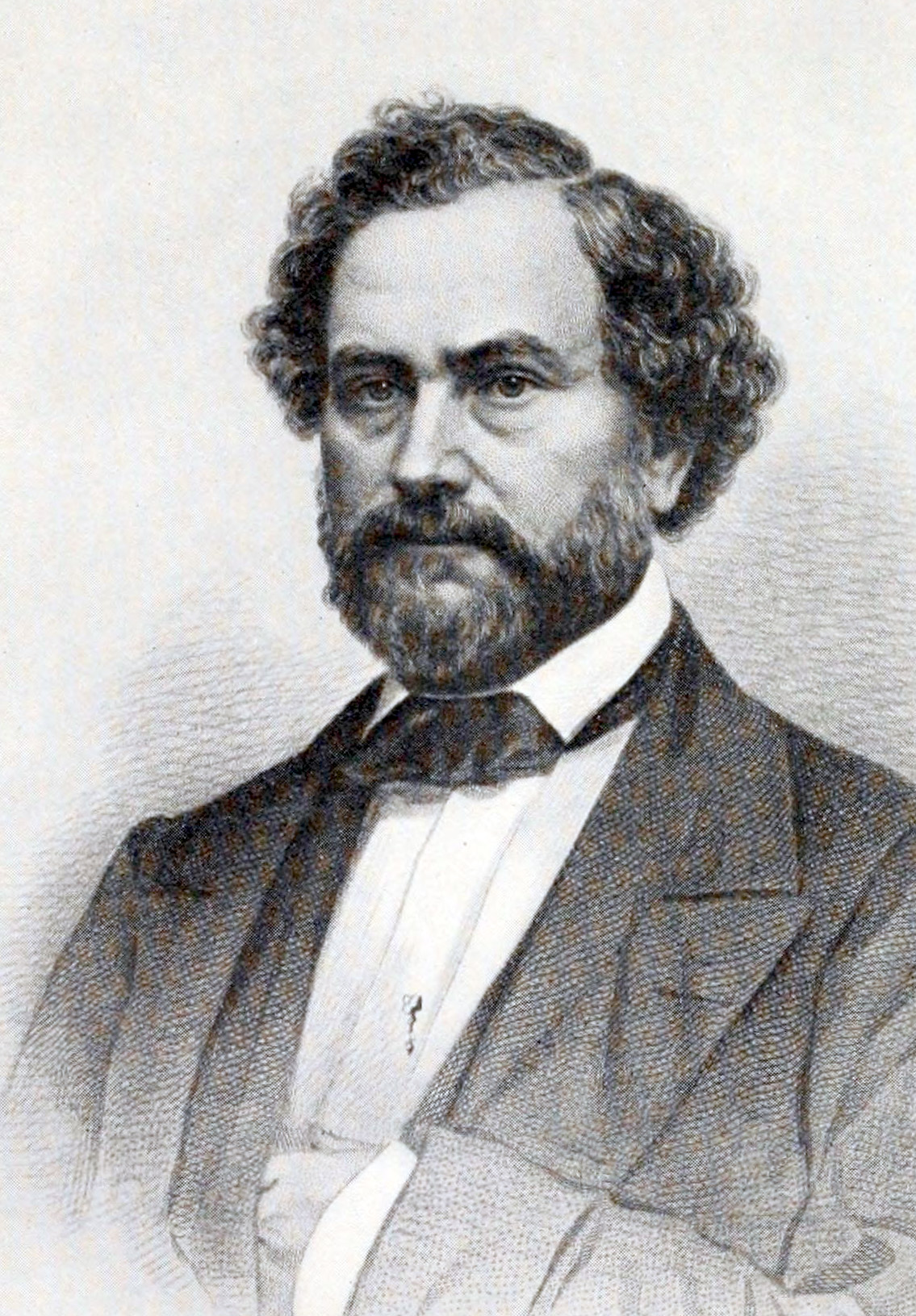
Samuel Colt.

Colt hizo otro intento en la producción del revólver en el año 1846 y presentó un prototipo para el gobierno de EE. UU. Durante la Intervención estadounidense en México (1846-1848), este prototipo fue visto por el capitán Samuel Hamilton Walker, quien hizo algunas sugerencias sobre cómo hacer un Colt con un mayor calibre. Al no tener la fábrica, o la maquinaria para producir las pistolas, Samuel Colt colabora con la armería de Eli Whitney en Whitneyville, Connecticut. Este arsenal estaba dirigido por la familia de Eli Whitney. Eli Whitney Jr. (nacido en el año 1820), el hijo del patriarca de la máquina para desgranar el algodón, era el jefe de la armería de la familia y un fabricante de armas de éxito e innovación de la época. Colt utilizó una combinación alquilando las instalaciones de la empresa de Whitney y de la subcontratación en la fabricación de piezas de la empresa para continuar su búsqueda en la fabricación revólver.
Los nuevos revólveres nuevos Colt consiguieron la aprobación gracias de los voluntarios de Texas (los progenitores de los futuros grupos de caballería de los Rangers de Texas), los cuales y hicieron un pedido de 1000 revólveres que llegaron a ser conocidos como el Colt Walker, lo que garantizaba a Colt la continuidad en la fabricación de los revólveres. En el año 1848 Colt fue capaz de empezar de nuevo con una nueva corporación suya. Fundó la Colt's Patent Firearms Manufacturing Company en Hartford, Connecticut.
Colt compró una gran extensión de tierra al lado del Río Connecticut, donde construyó su primera fábrica en 1848, una fábrica más grande llamada Armería Colt en el año 1855, una casa que llamó Armsmear en el 1856 y viviendas para el alojamiento de los empleados. Él estableció una jornada de diez horas para los empleados, instaló centro de lavado en la fábrica, ordenó una pausa para el almuerzo de una hora y construyó el Charter Oak Hall, un club donde los empleados podían disfrutar de juegos, periódicos y salas de debte. Colt puso en marcha la planta con una disciplina de tipo militar, en la que los trabajadores podían ser despedidos por llegar tarde, rendir en su trabajo por debajo de lo exigido o, incluso, por sugerir mejoras en sus diseños.
En un intento por atraer a trabajadores calificados alemanes a su planta, Colt construyó una aldea cerca de la fábrica lejos de las viviendas de los trabajadores, a la que llamó Coltsville con las casas inspiradas en las de un pueblo en Potsdam. En un esfuerzo por contener la inundación del río Connecticut plantó mimbres, un tipo de árbol de la familia Salicaceae, con un dique de dos millas de largo (algo más de tres kilómetros). Posteriormente se construyó una fábrica para la fabricación de muebles de mimbre fabricados con estos árboles.

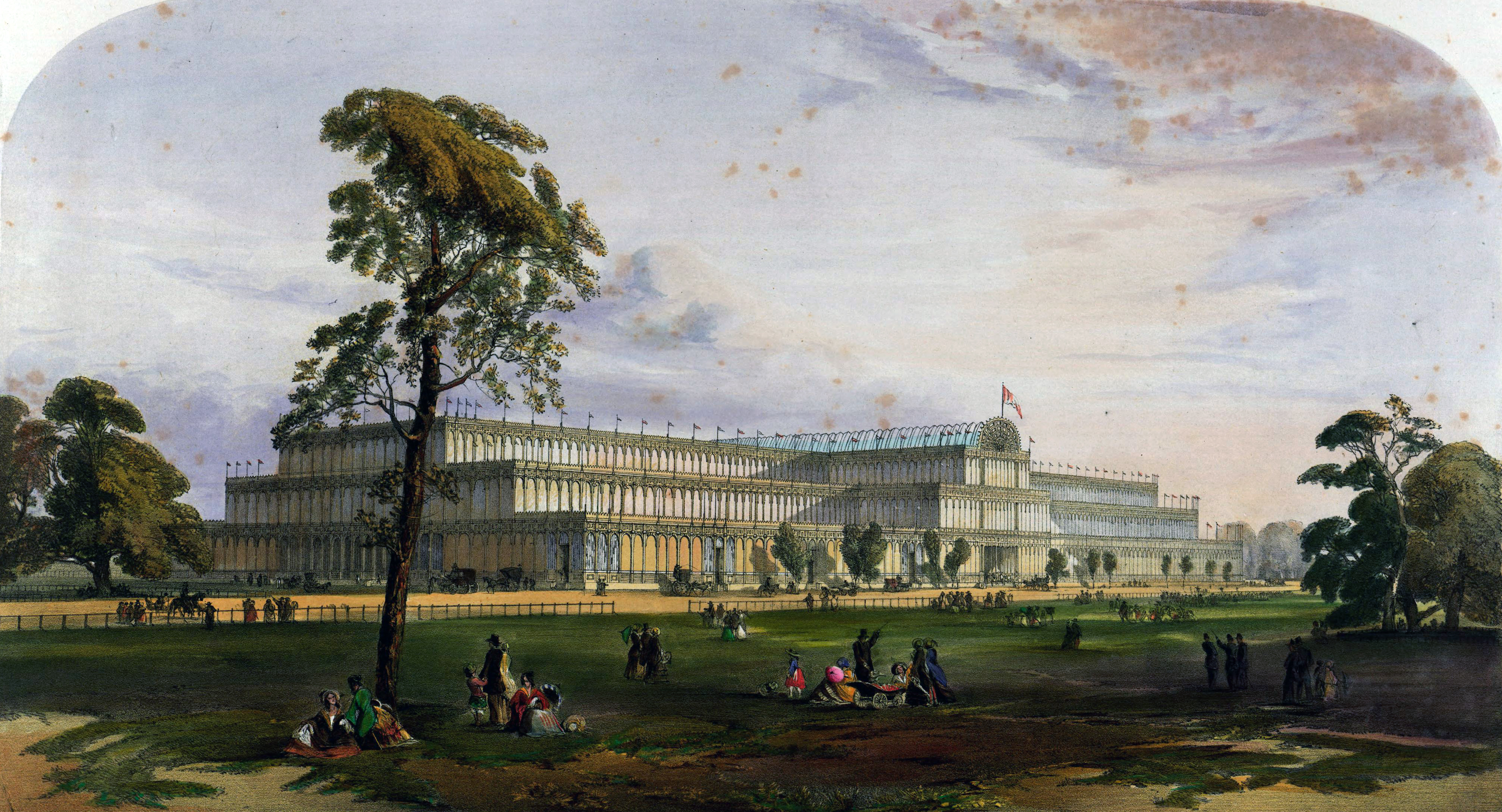
The Crystal Palace en Hyde Park que albergó la Gran Exposición de 1851.

Los años 1850 fueron una década de gran éxito para la nueva empresa Colt. Colt fue el primero en comercializar ampliamente el uso total de piezas intercambiables a través de un producto. Fue un líder en la práctica de la producción en cadena. Fue un gran innovador y base campo del desarrollo en esta tecnología de fabricación de esa década (y varias después).  Poco después de establecer su fábrica en Hartford Colt se propuso establecer una fábrica en Europa y eligió Londres, Inglaterra. Organizó una gran presentación de sus armas de fuego en la Gran Exposición del año 1851 en Hyde Park y se congració con la presentación en estuches de revólveres Colt grabados a funcionarios tan competentes como el Britain’s Master General of the Ordnance (Maestro General de Artillería de Gran Bretaña). En una exhibición Colt desmontó y vuelto a montar diez cañones de diez armas de fuego que utilizaban diferentes partes de diferentes armas. Como uno de los principales defensores en el mundo de las técnicas de producción en masa, Colt fue invitado a dar una conferencia sobre el tema en el Instituto de Ingenieros Civiles en Londres. Los miembros recompensaron sus esfuerzos otorgándole la Medalla Telford de Oro.
La presencia de Colt en el mercado británico causó años de acritud y pleitos entre los fabricantes de armas británicos, que dudaban de la validez de la patente británica de Colt y la importancia del sistema estadounidense de manufactura. Tomó muchos años más y una comisión del gobierno del Reino Unido antes de que este punto se convirtiese en ser aceptado universalmente y que dicha fabricación era posible y económica.  Colt abrió su planta de Londres a orillas del Río Támesis y comenzó la producción el 1 de enero del año 1853. Muchos ingleses vieron en la avanzada maquinaria a vapor de Colt una prueba de la creciente posición de Estados Unidos como líder en la producción industrial moderna.
En un recorrido por la fábrica Charles Dickens quedó tan impresionado con las instalaciones que dejó constancia de sus comentarios favorables de los revólveres Colt en una edición del año 1852 de la revista Household Words. Más significativas, en la fábrica de Colt, fueron las máquinas de producción masiva de piezas intercambiables que podían ser fáciles y de bajo coste colocarlas juntas en las líneas de montaje usando mano de obra no calificada con patrones y medidores estandarizados, en comparación con los mejores fabricantes de armas de Inglaterra.

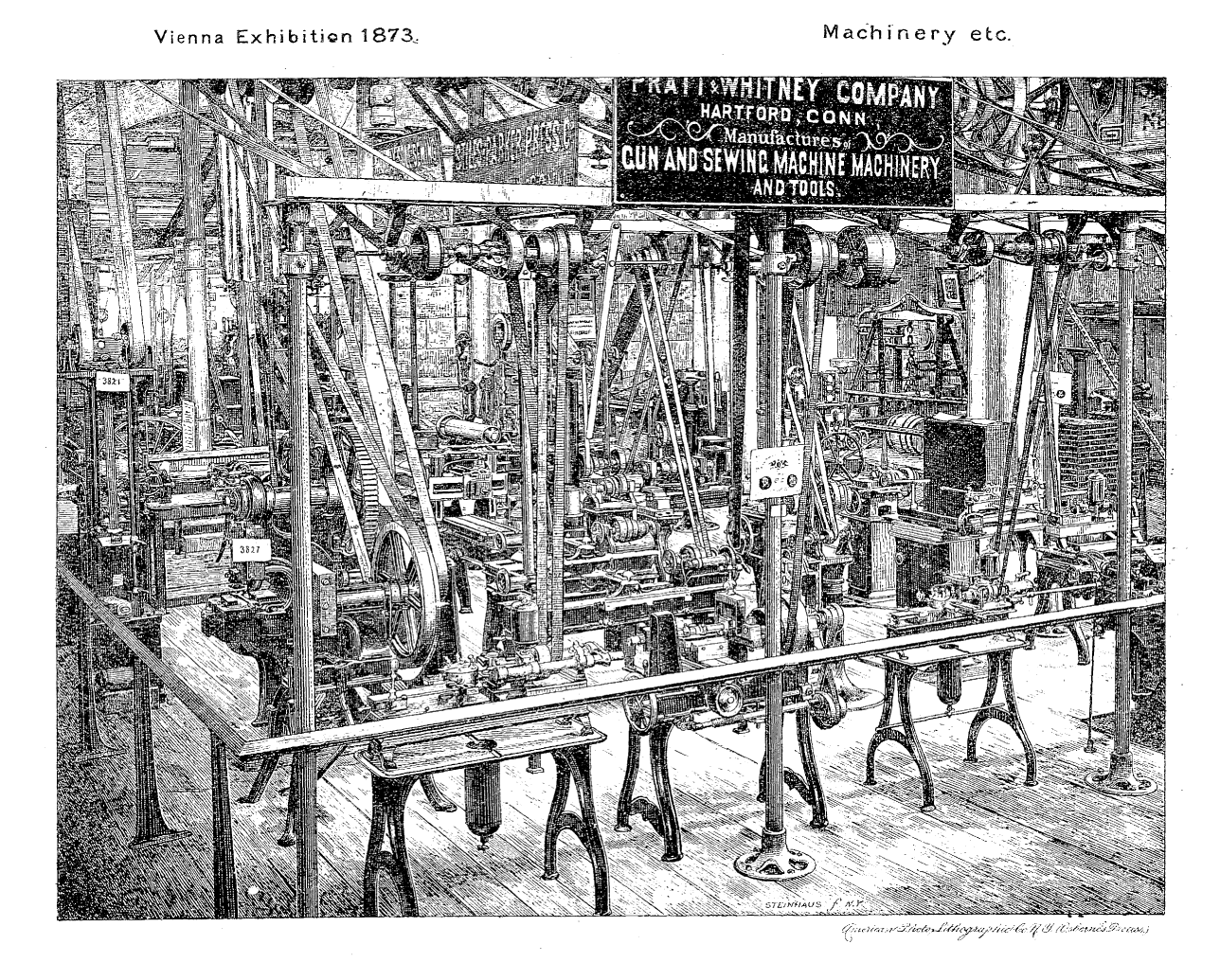
Vista de una máquina Pratt & Whitney mostrada en la Exposición Universal de Viena (1873).

En el año 1854 el Almirantazgo británico ordenó para Armada la adquisición de 4.000 revólveres Colt Model. En el año 1855 el Ejército británico hizo un pedido de 5.000 de estos revólveres para la distribución en su ejército. A pesar de una orden a finales de año por un período adicional de 9.000 revólveres, Colt no logró convencer a los británicos a adoptar el revólver como arma principal para su ejército. Colt comenzó a darse cuenta de que las ventas británicas no cumplían con sus expectativas. No pudiendo justificar los gastos de la fábrica londinense, cerró la fábrica Colt en Londres en el año 1856. Durante los meses siguientes sus obreros embalaron y enviaron de la maquinaria y las armas de fuego sin montar de nuevo a América.
Aunque EE. UU. no estuvo involucrado directamente en la Guerra de Crimea (1854-1856), las armas Colt fueron utilizadas por ambos lados. En el año 1855 Colt dio a conocer nuevas y modernas técnicas de las armerías en las fábricas de Hartford y Londres surtidas con las últimas máquinas (algunas de las cuales eran concepción de Colt), muchas construidas por Francis A. Pratt y Amos Whitney, que habían fundado la firma Pratt & Whitney unos pocos años más tarde. Por ejemplo, la fresadora Lincoln debutó en la industria de estas armerías.
Colt había creado bibliotecas y programas educativos dentro de las plantas para sus empleados. En las armerías de Colt en Hartford había capacitaciones seminales de formación de para las distintas generaciones de fabricantes de herramientas y otros maquinistas (operadores de máquinas herramienta), que tuvieron una gran influencia en los esfuerzos de fabricación durante el próximo medio siglo. Cabe destacar ejemplos como los de F Pratt & Whitney R (como se mencionó anteriormente); Henry Leland (que acabaría fabricando los automóviles de lujo de las marcas Cadillac y Lincoln); Edward Bullard Sr de la empresa Bullard; y, a través de Pratt & Whitney, Worcester Reed Warner y Ambrose Swasey (de Warner & Swasey).
En el año 1860 Colt produjo un nuevo modelo de revólver para el Ejército de Estados Unidos. Este Colt Army Model 1860 apareció justo a tiempo para la guerra civil estadounidense.

#### Años 1860–1865: guerra de Secesión
La guerra de Secesión fue una bendición para los fabricantes de armas de fuego, como Colt, y la compañía prosperó durante el conflicto. Samuel Colt había desarrollado cuidadosamente los contactos dentro del Departamento de Artillería para la firma de un primer contrato con el gobierno para el suministro de 25.000 fusiles. La fábrica de Colt fue descrita como "un palacio industrial coronado por una cúpula azul" y alimentado por unos 250 caballos de fuerza producidos por las máquinas de vapor.

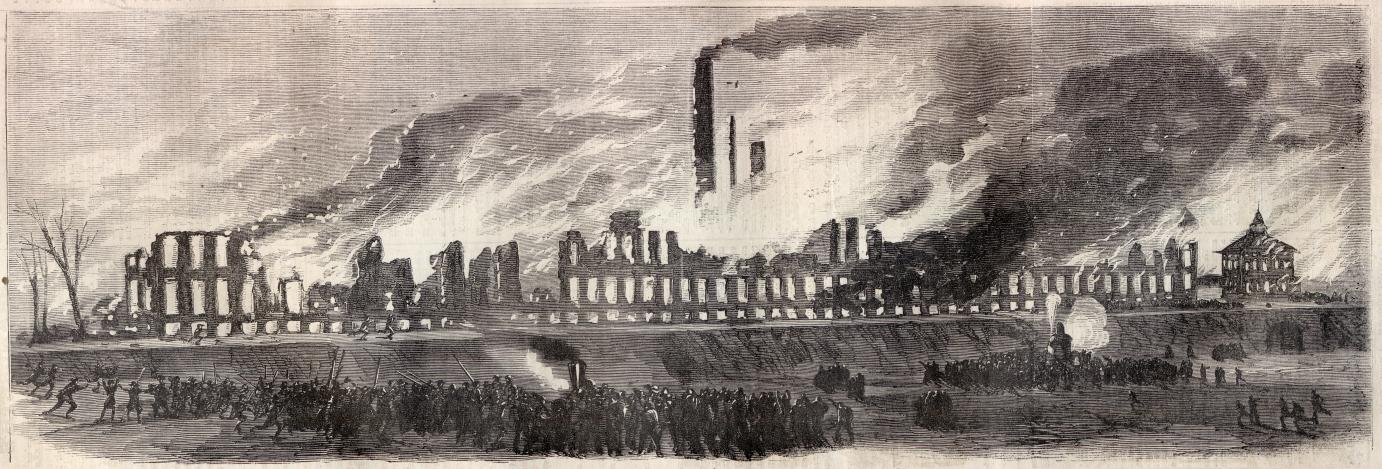
Destrucción de la armería original por el fuego, 1864

Durante la guerra de Secesión Colt tenía 1.500 empleados que producían 150.000 fusiles y pistolas al año. Entre los años 1861 y 1863 la compañía vendió 107.000 Colt Model Army 1860, solo, con la producción de llegar a 200.500 a finales de la guerra en 1865. En 1852 a un empleado de Colt, Rollin White, se le ocurrió la idea de que las cámaras del tambor del revólver fueran perforadas en toda su longitud, para de este modo poder alojar cartuchos metálicos cargados desde detrás. A pesar de las advertencias de otros empleados sobre que no se acercase a Colt sugiriendo mejoras en los diseños de sus revólveres ya que, como ya se explicó anteriormente, podía exponerse al despido, este llevó su idea a Colt, que lo rechazó de plano. Colt acabó por despedir a White al cabo de unos pocos años. El historiador de Colt, R.L. Wilson, ha descrito este episodio como la gran metedura de pata de Sam Colt en su vida profesional.
La Guerra de Secesión supuso una gran fortuna para la compañía, permitiendo que Sam Colt se convirtiese en el primer magnate de las fábricas de Estados Unidos, pero no vivió para ver el final de la misma. Él murió de la fiebre reumática el 10 de enero del año 1862 y su íntimo amigo, e ingeniero de armas de fuego, Eliseo K. Root, asumió el cargo de presidente de la compañía Colt. El 4 de febrero del año 1864 un incendio destruyó la mayor parte de la fábrica, incluyendo las armas, máquinas, planos, y los registros de fábrica. El 1 de septiembre del año 1865 Root murió dejando a la empresa en manos del cuñado de Samuel Colt, Richard Jarvis. El vicepresidente de la empresa fue William B. Franklin, quien recientemente había dejado el Ejército al final de la Guerra Civil. Con la guerra de Secesión finalizada, y por lo tanto, sin nuevos contratos militares, la fábrica de Colt tuvo que despedir a más de 800 empleados.
La compañía se encontraba en una situación precaria, las patentes originales del revólver habían expirado y otras empresas podían producir copias de sus diseños. Además los cartuchos metálicos de los revólveres había ido ganando en popularidad, pero Colt no podía fabricar cualquiera de ellos a causa de la patente de Rollin White en manos de su rival, Smith & Wesson. Del mismo modo Colt había sido tan protector de sus propias patentes que otras compañías no pudieron fabricar revólveres similares a su diseño. Como la patente de Rollin White estaba a punto de caducar, Colt se implicó hacia el desarrollo de un revólver de cartuchos metálicos.

#### Años 1865–1880: Postguerra Civil

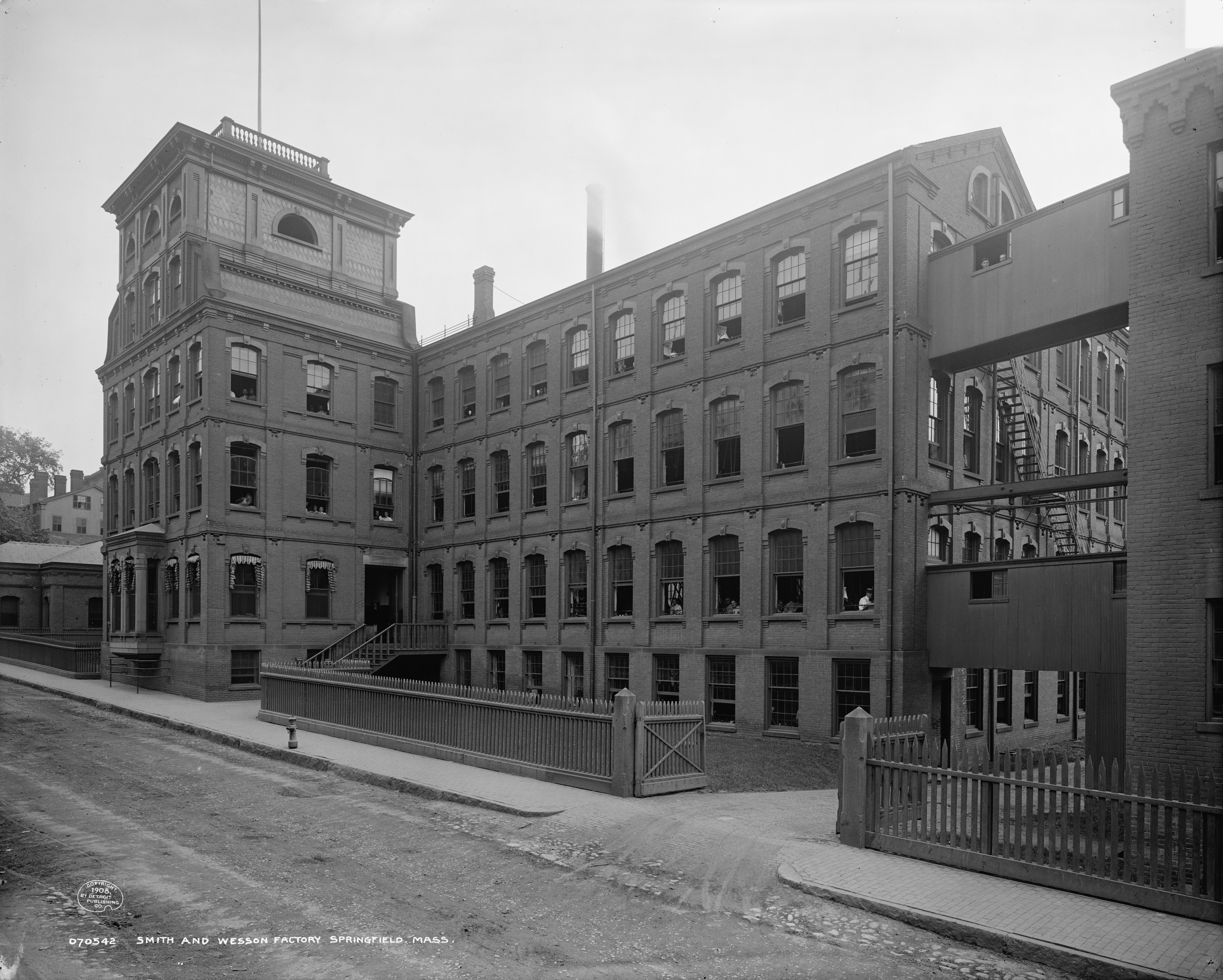
Factoría de Smith & Wesson en Springfield, Massachusetts, alrededor de 1908.

En noviembre del año 1865 Franklin trató de comprar una licencia de la patente de Rollin White en manos de su competidora Smith & Wesson. White y la Smith & Wesson querían tomar no menos de 1,1 millones de dólares, pero Franklin y los directores de Colt decidieron que era una inversión demasiado grande en una patente que expiraba en el año 1868.  Mientras tanto Colt centró su atención en la fabricación de bienes que no eran armas de fuego, tales como relojes, máquinas de coser, máquinas de escribir y bicicletas.
Colt hizo primer esfuerzo hacia la fabricación de un revólver de cartuchos metálicos mediante la conversión de los revólveres de percusión existentes. La primera de estas conversiones fue patentado el 15 de septiembre del año 1868 por el ingeniero de Colt, F. Alexander Thuer, con el número de patente 82258. La conversión Thuer fue hecha por fresado de la parte posterior del receptor y su sustitución por una recámara conteniendo seis percutores internos. Los cartuchos se cargaban a través de las bocas de las cámaras. Colt fabricó 5.000 unidades de ellos, pero no fueron bien aceptados. Colt había encontrado el mecanismo tan complejo que incluía un tambor de percusión de repuesto con cada pistola.
Colt puso a trabajar a su superintendente de ingeniería, Charles Brinckerhoff Richards, para encontrar una solución al problema. La modificación de Richards se realizó en el revólver Colt Army Model 1860. El calibre era .44 Colt y la palanca de carga se sustituyó por una varilla de eyección. En esta conversión se agregó una recámara con un percutor y una mira trasera montada en la placa de la recámara. Los cartuchos eran cargados en el tambor uno a uno a través de la puerta de carga. Colt fabricó 9.000 unidades de estos revólveres entre los años 1873 y 1878. En el año 1873 Colt realizó la misma conversión en los revólveres Colt 1851 Navy Revolver y Colt M1861 Navy, que utilizaban cartuchos del calibre.38 de fuego anular, para la Marina de los EE. UU.  Otro de los ingenieros de Colt, William Mason, mejoró esta conversión colocando el alza en el martillo y, junto a Richards, se les concedió la patente en el año 1871 para convertir los revólveres de percusión en revólveres con carga de los cartuchos por la parte trasera. Estos revólveres convertidos fueron identificados como la "conversión de Richards-Mason".
Aproximadamente 2.100 conversiones Richards-Mason M1860 fueron realizadas para el Ejército desde el año 1877 hasta el año 1878 en una serie numerada del 5.800 al 7.900.
Después de trabajar en estas conversiones, Mason comenzó a trabajar en el primer revólver Colt con cartucho metálico en el año 1871: el revólver Colt Open Top. Este fue un diseño completamente nuevo y las piezas no eran intercambiables con las pistolas de percusión anteriores. Mason trasladó el punto de mira posterior a la parte trasera del cañón en contraposición al martillo o el cerrojo de los esfuerzos anteriores. El calibre.44 era anular y se presentó al Ejército de los Estados Unidos para su prueba en el año 1872. El ejército rechazó la pistola y pidió un calibre más potente con una montura más fuerte. Mason rediseñó el cuerpo para incorporar un topstrap (puente de metal que recorre la parte superior del bastidor principal), al igual que los revólveres Remington, y puso la mira trasera en la parte posterior del bastidor, consultado con Richards algunas otras mejoras. El primer prototipo tenía una recámara de.44 anular, pero el primer modelo incorporaba el último calibre conocido como el .45 Colt. El revólver fue elegido por el Ejército en el año 1872, con un primer pedido de 8.000 revólveres, enviados en el verano del año 1873.  El Colt Single Action Army, o "Pacificador", fue una de las armas de fuego más frecuentes en el Oeste americano durante finals del siglo XIX. Colt sigue produciendo esta arma de fuego, en seis diferentes calibres, dos acabados y tres longitudes de cañón.
En el año 1870, Colt había comprado la National Arms Company a una compañía de Brooklyn, Nueva York, conocida por la fabricación del Derringer y para eludir la patente de Rollin White mediante la utilización de un cartucho único. Colt continuó produciendo los cartuchos .41 Rimfire para la Derringer después de la adquisición en un esfuerzo para ayudar a adentrarse en el mercado de armas de los cartuchos metálicos. Además de la Derringer Colt dio a conocer un diseño posterior al que denominó  "New Line",  modelos de revólver basados en las patentes de William Mason, que debutaron en el año 1873.

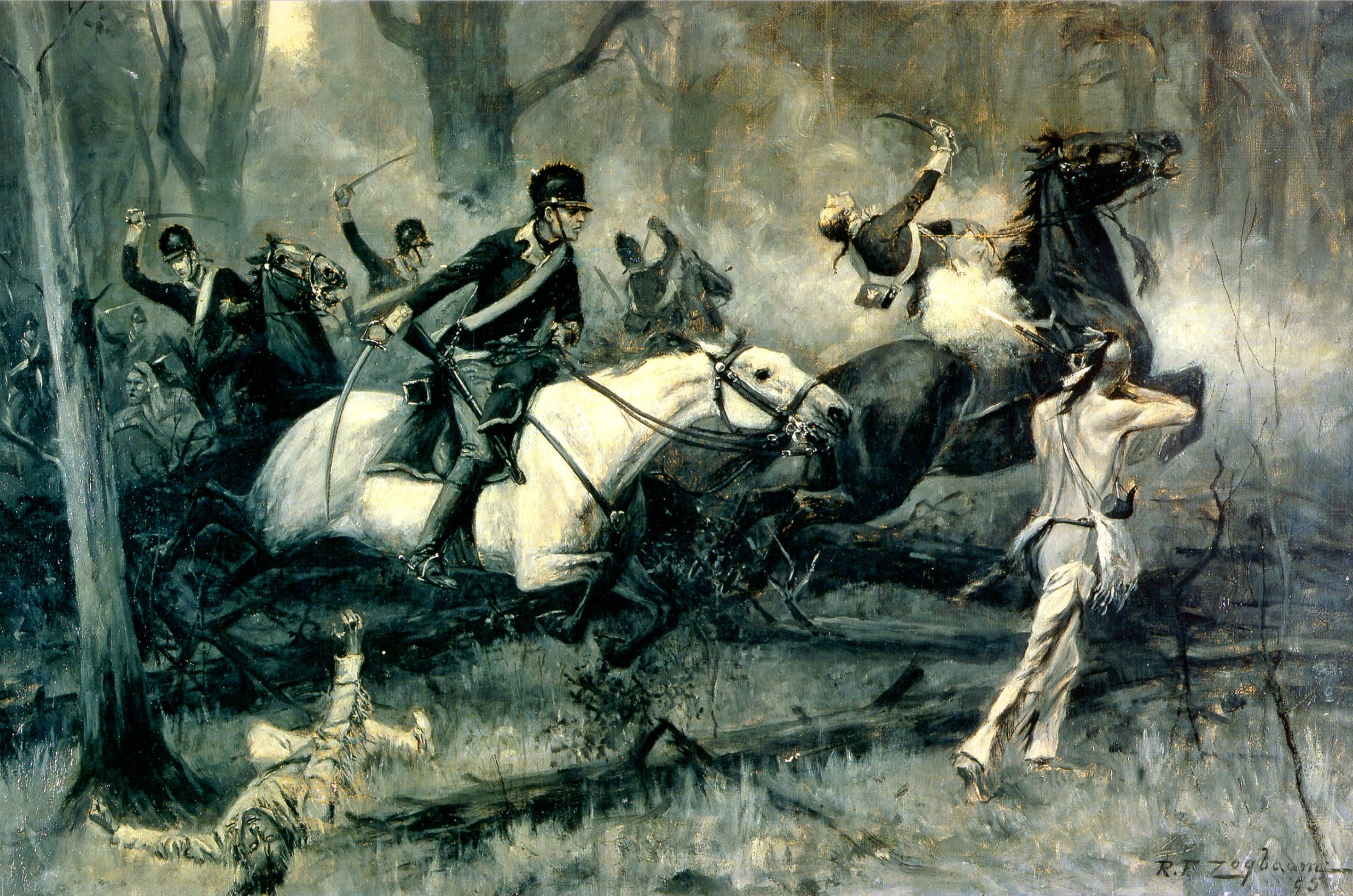
Batalla de Fallen Timbers. Obsérvese el disparo de fusil realizado por un nativo indio.

Tras el éxito del Colt Single Action Army y la conversión de los revólveres Colt de percusión existentes a las conversiones de Richards-Mason, Mason pasó a diseñar primero el revólver Colt de doble acción, el Colt M1877. Después de esto, una vez más, se asoció con Richards para producir una versión más grande enmarcada en el Colt M1878 Frontier. Fue el primer Colt de gran estructura y un revólver de doble acción. Combinó la parte delantera del Single Action Army con un revólver de doble acción y mecanismo de bastidor para seis cartuchos. Estaba disponible comercialmente en numerosos calibres.
Las década de 1870 y 1880 brindaron la oportunidad de ventas para la compañía Colt a través de la propagación de Europa y de la sociedad estadounidense cada vez más lejos hacia el oeste, a lo largo del continente, y la demanda de armas de fuego que la engendraron de varias maneras. Mientras que los americanos blancos desplazaron a los indígenas de los territorios indios, ambos lados estaban ansiosos por poseer armas de fuego. En el lado blanco, tanto el Ejército de los EE. UU. como los civiles, eran clientes de Colt. El Ejército llevó revólveres Colt a través de la última de sus Guerras Indias. En el lado indio las armas Colt fueron capturadas cuando fue posible, o se compraban a cualquiera que las vendiera. Incluso entre los blancos de las ciudades, donde los indios habían sido vencidos, existía una demanda floreciente de las armas, tanto por los criminales, la policía y para la autodefensa de los civiles. Memorias de los estadounidenses, incluyendo Walter Chrysler y Jack Black hablan de lo que fue crecer en las ciudades occidentales, donde la mayoría de las personas tenían armas de fuego y el open carry (término en EE. UU. para definir a aquellos que portan armas abiertamente) que era algo común (por ejemplo, en Kansas y Misuri, que fueron consideradas "el Oeste" en su momento y ahora se consideran del Viejo Oeste).

#### Años 1890
Colt finalmente dejó atrás el concepto de "portilla de recarga" por un tambor oscilante en sus revólveres con el revólver Colt M1889 Navy, que se parecía al Colt M1878 y se basó en otro diseño de Mason. El modelo fue producido durante tres años entre 1889 y 1892 y eclipsado por el Colt M1892 que empleaba el cartucho .38 Long Colt. El M1892 fue sustituido por el revólver New Service de doble acción en el año 1899. El Colt New Service en .45 Colt fue aceptado por el Ejército de los Estados Unidos con la designación Revólver .45 Modelo 1909. El revólver New Service estaba disponible en otros calibres como el.38 Special y más tarde, en el siglo XX, el.45 ACP (como en el M1917 revolver) y el .357 Magnum.
En virtud de un contrato con el Ejército de los EE. UU. Colt Arms fabrica la ametralladora rotativa M1895 de diez cañones, variante de la ametralladora Gatling, con una cadencia de 800-900 disparos/minuto y que empleaba el cartucho .30 Army, siendo utilizada con gran efectividad en la Batalla de las Colinas de San Juan. La ametralladora Colt-Browning M1895, o "Potato Digger", fue fabricada por Colt. La Colt-Browning fue una de las primeras ametralladoras en emplear el sistema de recarga accionada por gas, originalmente inventado por John Browning. Se convirtió en la primera ametralladora automática adoptada por los Estados Unidos y tuvo un uso limitado por el Cuerpo de Marines de EE. UU. en la Batalla de la Bahía de Guantánamo y por los 1.er Regimiento de Caballería Voluntaria de Estados Unidos en la campaña de Santiago durante la guerra hispano-estadounidense. En el año 1901 Elizabeth Jarvis Colt vendió la compañía a un grupo de inversionistas externos con sede en Nueva York y Boston.

### SigloXX

#### Años 1900–1920
Durante la Primera Guerra Mundial, Colt superó todos los logros anteriores de producción. Antes de la entrada de América en la guerra los pedidos procedentes de Canadá y el Reino Unido aumentaron la cartera de pedidos por tres años. Colt contrató a 4.000 trabajadores más, sumando un total de 10.000 empleados y el precio de sus acciones se incrementó en un 400%. 

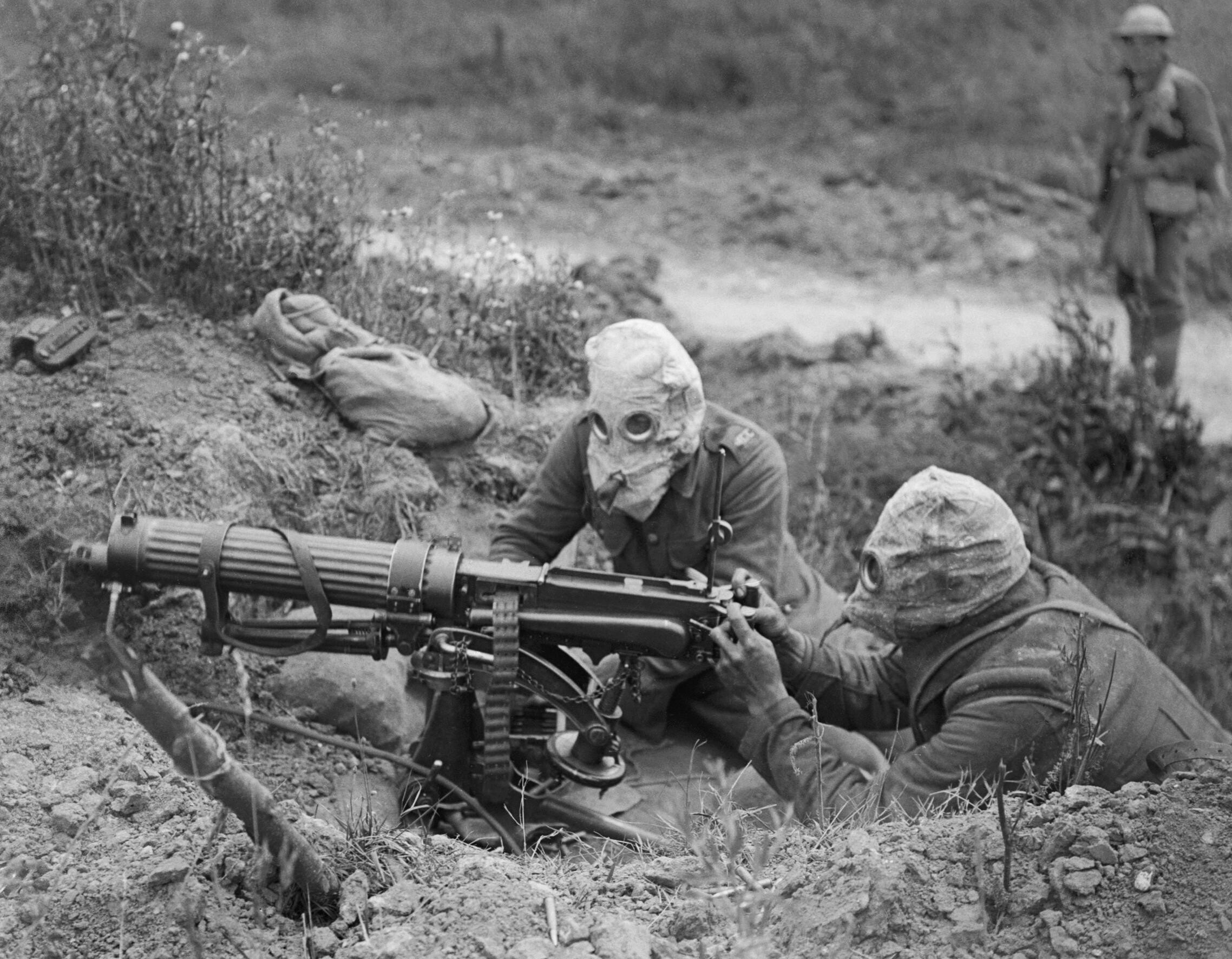
Soldados británicos disparando una Vickers, usando máscaras antigás, en la Batalla del Somme durante la Primera Guerra Mundial.

En el año 1918, Colt había producido y vendido 425.500 unidades de la pistola M1911 diseñada por John Browning. Debido a que la fábrica no podía seguir el ritmo de la demanda de esta pistola el Ejército de los EE. UU. decidió aceptar el revólver Colt New Service en .45 ACP, el llamado Revólver M1917, como arma sustituta. El fabricante de la competencia, Smith & Wesson, fabricó revólveres de doble acción que empleaban el cartucho .45 ACP, que fueron aceptados y suministrados por los militares estadounidenses bajo el mismo nombre. Colt produjo 151.700 revólveres durante la guerra, así como 13.000 ametralladoras Maxim-Vickers y 10.000 ametralladoras Browning con un adicional de 100.000 más bajo subcontrato de otras empresas. Desde que la empresa Auto Ordnance  no disponía de las herramientas para la producción, Colt adquirió la licencia para fabricar el subfusil Thompson 1921 fabricando 15.000 unidades en el primer año de producción.
El crash bursátil del año 1929, y la posterior Gran Depresión, dieron paso a una desaceleración de la producción para Colt. En previsión de esto los presidentes de la compañía, William Skinner y Samuel Stone, pusieron en marcha un programa de diversificación similar al realizado cuando acabó la guerra de Secesión. Colt adquirió contratos para equipos de oficina, calculadoras, lavavajillas, motocicletas y automóviles; todos comercializados bajo un nombre distinto al de Colt. Samuel Stone adquirió una empresa que fabricaba plásticos y le cambió el nombre de "Colt Rock", así como una empresa que fabricaba productos eléctricos. Colt resistió las crisis financieras de la época mediante la reducción de la semana de trabajo, la reducción de los salarios y manteniendo más empleados en la nómina de lo que necesitaban. Estas medidas mantuvieron a la empresa en el negocio, pero se comieron el superávit de caja que había adquirido durante los años de la Primera Guerra Mundial.

#### Años 1930: La Gran Depresión

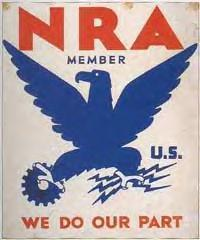
El águila azul (Blue Eagle), símbolo de las empresas adheridas a la National Recovery Administration (NRA), creada por la National Industrial Recovery Act (NIRA).

En el año 1935, después de que los empleados votaron a favor de disolver un Sindicato de trabajo, 1000 trabajadores se declararon en huelga durante trece semanas. Los huelguistas se tornaron violentos, atacando a los trabajadores y la detonación de una bomba en frente de la casa del presidente de la compañía Samuel M. Stone. La empresa estableció un cuartel, un comedor y una sala de recreo para los trabajadores dentro de la Armería Colt durante la huelga. El 3 de junio del año 1935, la National Recovery Administration (traducida como (Administración Nacional de Recuperación) dictaminó que la empresa estaba en su derecho de no tratar con el sindicato y la huelga terminó. En el año siguiente a la huelga la fábrica fue afectada por un huracán y las inundaciones. Como resultado muchos registros de envío de la empresa y documentos históricos se perdieron.

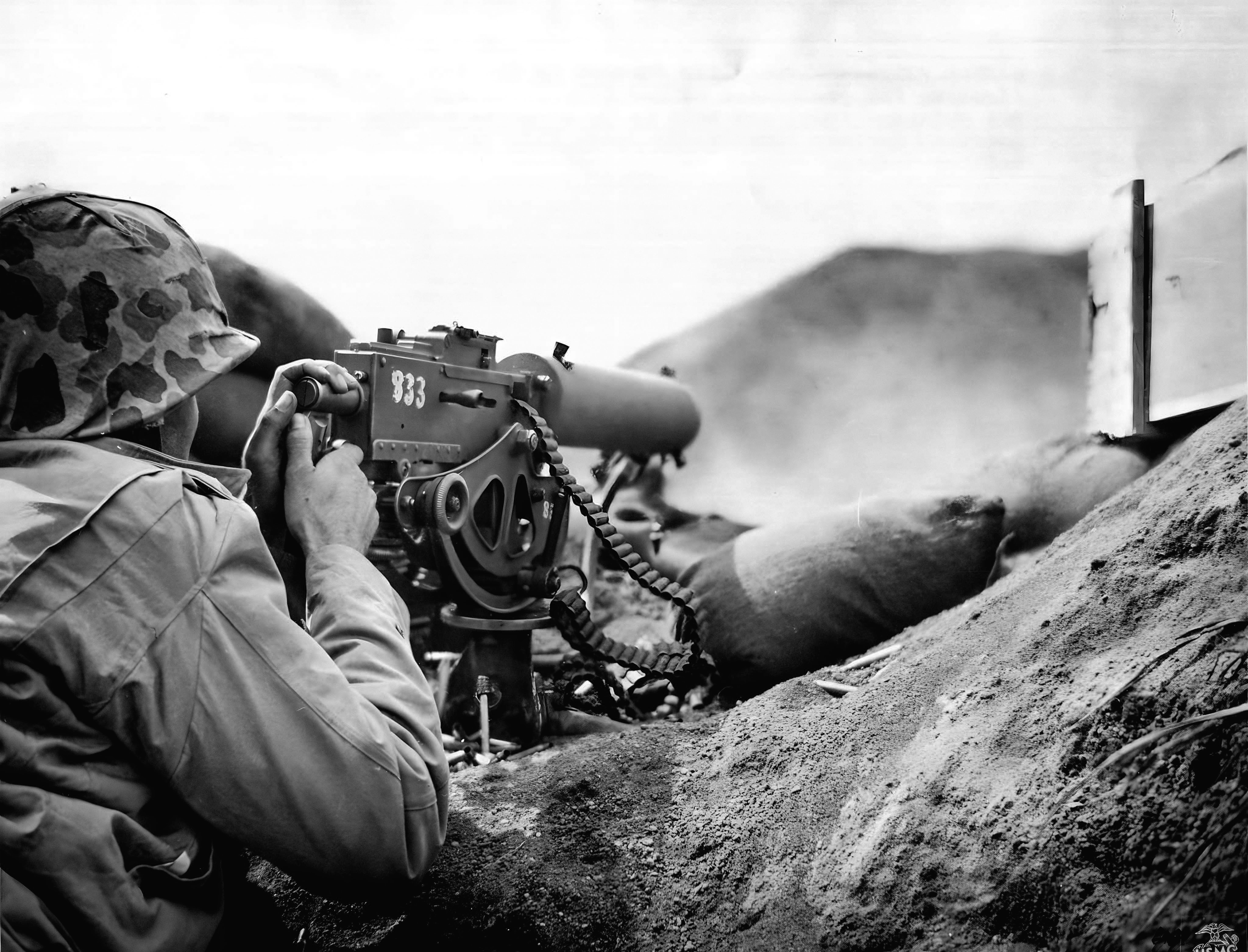
Un Marine disparando una Browning M1917 contra los japoneses en la Batalla de Iwo Jima.

#### Años 1939–1945: Segunda Guerra Mundial
A principios de Segunda Guerra Mundial Colt cesó la producción del Single Action Army para dedicar más tiempo a atender los pedidos para la guerra. Durante la guerra Colt fabricó más de 629.000 pistolas M1911A1, así como un gran número de ametralladoras M1917 enfriadas por agua. La compañía tenía una plantilla de 15.000 hombres y mujeres en tres fábricas y la producción se realizaba en tres turnos, las 24 horas del día, y ganó la clasificación "E" de Excelencia del Ejército y de la Armada. Sin embargo, la empresa estaba perdiendo dinero cada año debido a la mala gestión, una mano de obra amargada que había sido esforzada hasta sus límites y en la fabricación con métodos que se estaban volviendo obsoletos.

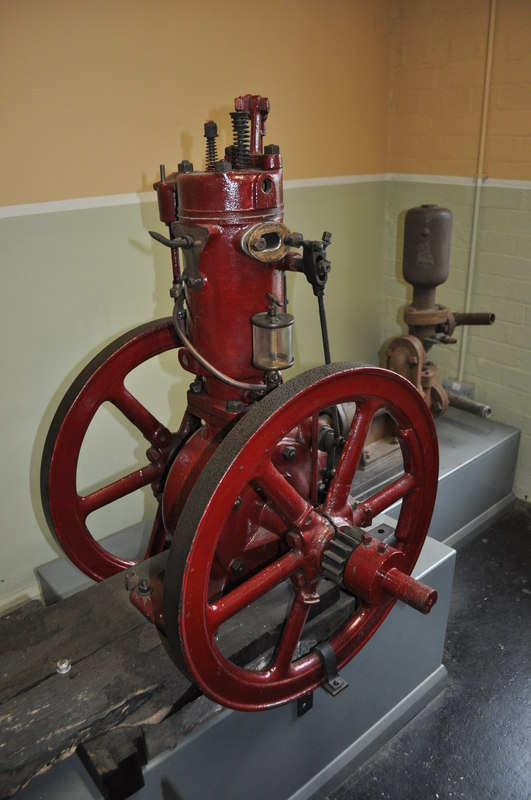
Motor a gas T de Fairbanks.

#### Años 1945–1950
Cuando la guerra terminó y la demanda de armas de uso militar se detuvo la producción, literalmente, cesó. Muchos trabajadores de la empresa desde hacía mucho tiempo e ingenieros se retiraron de la empresa y nada se fabricó desde el año 1945 hasta el año 1947. El mal manejo de fondos durante la guerra tuvo un serio impacto en la empresa de 105 años de edad, enfrentada a una posible quiebra. En septiembre del año 1955 la junta directiva votó a favor de fusionar Colt con un conglomerado advenedizo llamado Penn-Texas, que había adquirido la Pratt & Whitney de Máquinas Herramienta el mismo año. En el año 1958, Penn-Texas, se fusionó con Fairbanks-Morse para formar la Fairbanks-Whitney Corporation y en el año 1964 el conglomerado fue reorganizado como Colt Industries. En el año 1956 Colt reanudó la producción del revólver Single Action Army y en el año 1961 comenzó a hacer versiones conmemorativas de sus modelos clásicos.

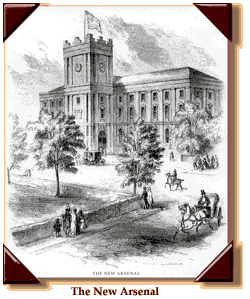
Springfield Armory.

#### Años 1960–1970
Los años 1960 fueron años de auge para Colt con la escalada de la guerra de Vietnam, el cierre de la Springfield Armory por Robert McNamara y la posterior adopción de EE. UU. Ejército del M16, para el cual Colt tenía los derechos de producción de los cuales se vendieron más de 5 millones de unidades en todo el mundo. Colt podría aprovechar esto con una serie de fusiles AR-15 derivados. Ellos desarrollaron el AR-15 como base de armas automáticas del Squad Automatic Weapons y el Colt SCAMP, uno de los primeros diseños PDW. El lanzagranadas Colt XM148 fue creado por un ingeniero de Colt, el diseñador de armas Karl R. Lewis. En mayo del año 1967 el boletín de noticias "Colt's Ink" anunció que había ganado un concurso nacional por su selección y tratamiento de materiales en el diseño. El boletín indica, en parte, "En solo 47 días él escribió las especificaciones, diseñó el lanzador, sacó todas las copias originales y había construido un modelo para trabajar en él". A finales de la década de 1970, hubo un programa dirigido por la Fuerza Aérea para reemplazar la M1911A1. La pistola Beretta 92 ganó, pero esto fue impugnado por el Ejército. El Ejército realizó sus propios ensayos, lo que lleva finalmente a que la Beretta 92F fuese seleccionada como la M9.

#### Años 1980–1990

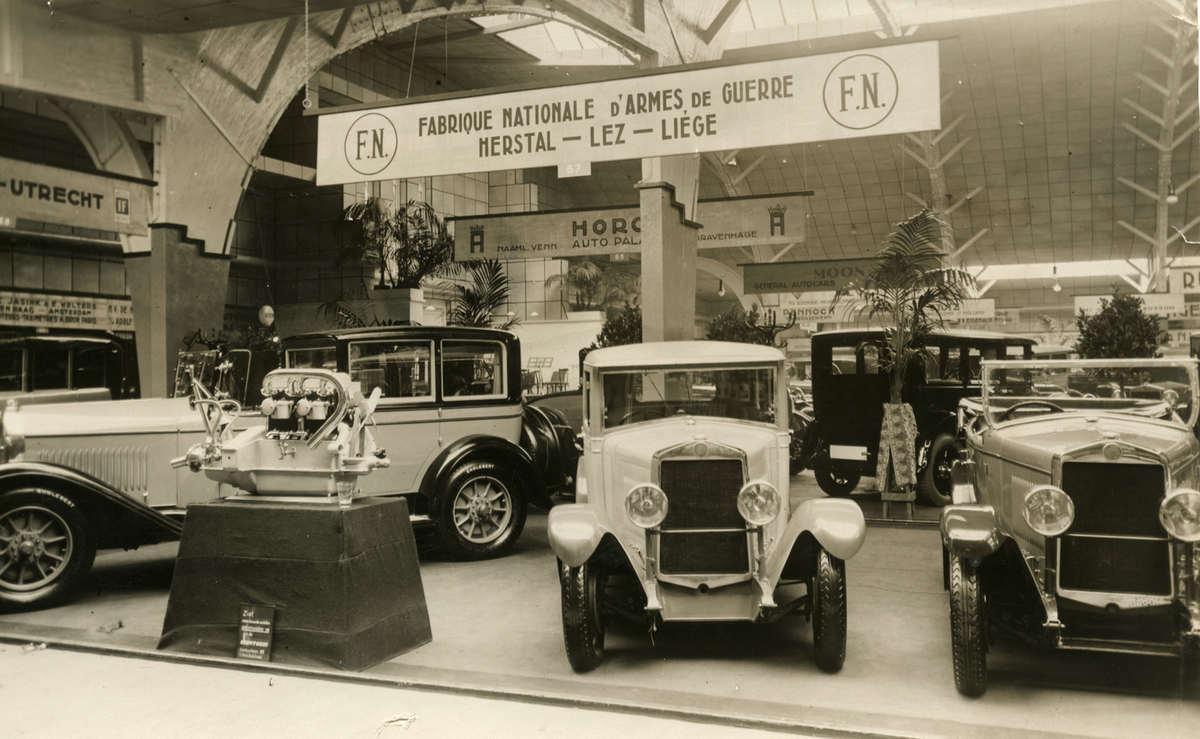
Pabellón de la Fabrique Nationale Herstal en una feria comercial del año 1929.

La década de 1980 fue unos años muy buenos para la Colt, pero la llegada del fin de la Guerra Fría iba a cambiar todo esto. 
Colt había dejado, permanente, la innovación de armas de fuego civiles a sus competidores con la sensación de que el negocio de las armas de fuego podría sobrevivir con su revólver tradicional y los diseños del M1911, centrándose en el mercado militar donde consiguió los principales contratos para la producción de fusiles para los militares de EE. UU. Esta estrategia fracasó espectacularmente para Colt a través de una serie de eventos en la década de 1980. 
En el año 1984 los militares de EE. UU. estandarizaron la pistola Beretta 92F. Esto no fue una gran pérdida para el negocio actual de Colt, ya que la producción de la pistola M1911A1 se había detenido en el año 1945. Mientras tanto el negocio del fusil militar fue creciendo porque los militares de EE. UU. demandaron fusiles M-16 más actualizados, como el modelo M16A2 que se acababa de aprobar y que tuvo una demanda importante por parte de las Fuerzas Armadas necesitados de cientos de miles de ellos.
En el año 1985 trabajadores de Colt, miembros de la United Auto Workers (UAW), se declararon en huelga por salarios más altos. Esta huelga, en última instancia, tuvo una duración de cinco años, siendo una de las huelgas más largas de trabajo que se llevaron a cabo en la historia de América. Con los trabajadores de reemplazo funcionando la producción y la calidad de las armas de fuego Colt comenzaron a declinar. Insatisfecho con la producción de Colt los militares de EE. UU. adjudicaron el contrato para la producción del futuro fusil M16 a la Fabrique Nationale belga en el año 1988.
A finales de la década 80 comenzaron las críticas de los productos de la gama Colt de armas de fuego, como que estaba fuera de contacto con las demandas del mercado y su otrora tan cacareada reputación de calidad había sufrido durante la huelga de la UAW. La estable solidez de los revólveres Colt de doble acción y las pistolas de acción simple fue vista como anticuada por un mercado que quedó cautivado por la nueva generación de "pistolas semiautomáticas" - de alta capacidad, de calibre 9 mm, tipifacada en la Glock 17. Al darse cuenta de que el futuro de la empresa estaba en juego los trabajadores y la dirección acordaron poner fin a la huelga en un acuerdo que dio lugar a que Colt sería vendida a un grupo de inversores privados, al Estado de Connecticut y al propio sindicato UAW.

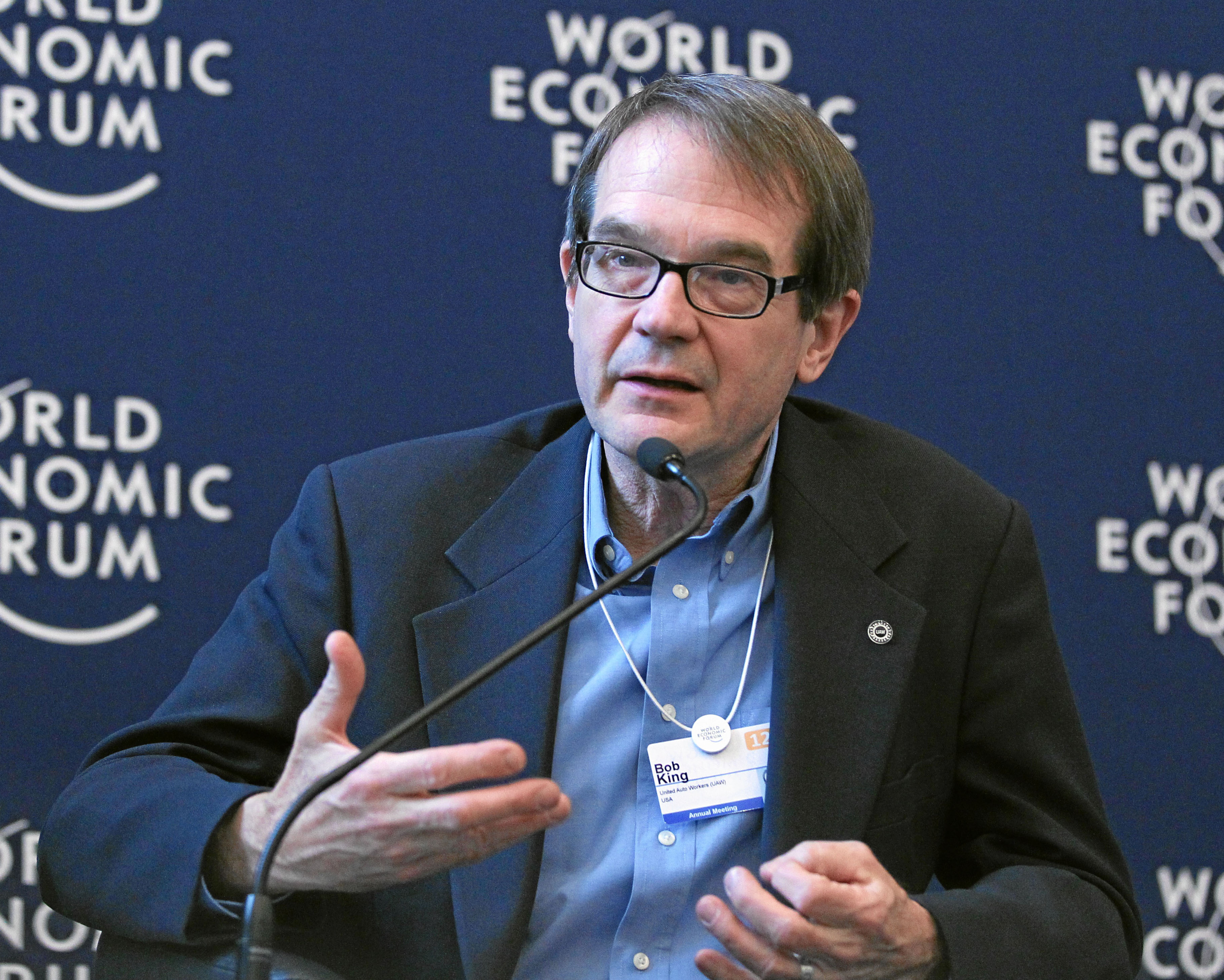
Bob King, actual presidente de la United Auto Workers.

La nueva Colt intentó por primera vez hacer frente a algunas de las demandas del mercado con la producción en el año 1989 de la  Double Eagle, una pistola de doble acción basada en gran medida en el diseño de la M1911, que fue visto como un intento de "modernizar" el diseño clásico de la Browning. Colt siguió en esta línea con el  Colt All American 2000 en el año 1992, que se diferenciaba de cualquier otra arma de fuego que Colt había producido antes -con estructura de polímero, cerrojo rotativo, un arma de fuego de 9x19mm con una capacidad del cargador de 15 rondas. Fue diseñada por Reed Knight, con piezas fabricadas por proveedores externos y montado por Colt y sus comienzos fueron desastrosos. Los primeros modelos estaban plagados de imprecisión y de falta de fiabilidad, sufriendo una mala publicidad debido a la retirada del producto. El lanzamiento del producto y la producción de la All American 2000 terminó en el año 1994.  Esta serie de acontecimientos llevaron a la compañía a acogerse al Capítulo 11 de la Ley de Quiebras de Estados Unidos  en el año 1992.
La década de 1990 supuso el final de la Guerra Fría, que se tradujo en una gran caída para la industria de defensa. Colt se vio afectada por esta crisis, que se agravaría más adelante en la década de 1990 por un boicot debido a los tiroteos en público en los Estados Unidos. En el año 1994 los activos de Colt fueron comprados por Zilkha & Co, un grupo financiero propiedad de Donald Zilkha. Se especuló que el respaldo financiero de la empresa de Zilkha a Colt se había habilitado para comenzar a recuperar los contratos militares. De hecho, durante este período de tiempo solo consiguió un contrato para el fusil Carabina M4. Sin embargo el Ejército de los EE. UU. había realizado la compra de carabinas Colt en los últimos 30 años (ver Colt Comando). Durante una entrevista del Washington Post, en el año 1998, el Director ejecutivo Ron Stewart dijo que estaría a favor de un sistema de permisos federales con entrenamiento y pruebas para la posesión de armas. Esto condujo a un masivo boicot por parte de las organizaciones base de los productos de Colt por tiendas de armas de fuego y por los propietarios de armas de Estados Unidos.
Zilkha reemplazó a Stewart con Steven Sliwa y centró el resto de sus esfuerzos en el diseño de Colt en un arma de fuego "inteligente", un concepto políticamente favorecido, pero que tenían poco interés o apoyo entre los propietarios de armas cortas o de los Departamentos de Policía. Esta investigación no produjo resultados significativos debido a la limitada tecnología de la época.

### SigloXXI

#### 2000–presente
El boicot a Colt se desvaneció gradualmente después de que William M. Keys, un jubilado de los Marines de EE. UU., Teniente General de la Marina, tomase el timón de la compañía en el año 2002. Keys fue clave en salvar la reputación de Colt y llevar a la compañía desde el borde de la quiebra a ser un líder internacional en la producción de Defensa.  En el año 2010 Gerald R. Dinkel reemplazó a Keys como Director ejecutivo, mientras que Keys se mantuvo en el Consejo de Administración de la Colt Defense.

Emblema del Cuerpo de Marines de los EE. UU.

Colt tiene que competir con otras empresas que fabrican pistolas del estilo de la M1911, como Kimber y de los fusiles AR-15 de Bushmaster. Bushmaster ha superado posteriormente a Colt en el número de AR-15 que se venden en el mercado civil. Colt sufrió una derrota legal en la corte cuando demandó a Bushmaster por una supuesta infracción de marca afirmando que "M4" era una marca registrada que ellos poseían. El juez dictaminó que el término "M4" era una designación genérica de Colt que no se refería específicamente a una propiamente dicha. Colt tuvo que realizar un reembolso monetario a favor de Bushmaster para abonar los honorarios legales de los abogados de Bushmaster. La designación "M4" se viene desarrollando desde el sistema de designación militar de EE. UU., cuyos términos se encuentran en el dominio público.
Colt ha entrado en varios contratos de los Estados Unidos con resultados mixtos. Por ejemplo, Colt tenía una entrada en el programa Advanced Combat Rifle (ACR) en la década de 1980, pero junto con otros concursantes fracasaron para reemplazar el M16A2. Los responsables de Colt, y muchos otros, entraron en los ensayos de Estados Unidos para una nueva pistola en la década de 1980, sin embargo la entrada de la Beretta iba a ganar la partida y convertirse en la Pistola M9. La pistola Colt OHWS fue derrotada por la que se convertiría en la MK23 SOCOM de H&K, a pesar de que en las pruebas demostró ser más ligera que la MK23 SOCOM, pero perdió en rendimiento. Colt no llegó a competir por el fusil XM8 ya que no era un concurso abierto. Colt es un participante factible en cualquier concurso para un nuevo fusil estándar de las Fuerzas Armadas estadounidenses. Los fusiles M16 actuales se han fabricado principalmente por FN para EE. UU. desde el año 1988. Sin embargo, Colt sigue siendo la única fuente de carabinas M4 para los militares de EE. UU. En virtud de su acuerdo de licencia con Colt, los militares de EE. UU. no podían legalmente conceder una segunda fuente de los contratos para el M4 hasta el 1 de julio del año 2009.

#### 2015: Acogida al capítulo 11 de la Ley de Quiebras
En 2013 el contrato de suministro al ejército de Estados Unidos finalizó y 2014 cerró balance con pérdidas del 30 % lo que ha complicado la situación financiera de la empresa. En dicho año Colt pidió U$S 70 millones de préstamo al grupo Morgan Stanley para pagar intereses de sus bonos. En febrero de 2015 advirtió que quizás no sería capaz de devolver esta cantidad al vencimiento solicitando en junio de 2015 a un nuevo pedido de protección por bancarrota ante un tribunal del distrito de Delaware. Según el comunicado del principal financiador de la empresa, Sciens, acepta comprar todos los activos de Colt y se ha comprometido a continuar con normalidad las actuales operaciones de Colt y a mantener las condiciones laborales de los trabajadores por un período de entre 60 y 90 días. En dicho comunicado Sciens aclara "El plan que anunciamos y que hemos archivado hoy permitirá a Colt reestructurar sus cuentas al mismo tiempo que cumplir con todas sus obligaciones con los clientes, vendedores, proveedores y trabajadores y proveyendo la máxima continuidad en las actuales y futuras operaciones de negocio de la compañía", dijo Keith Maib, responsable de reestructuración de Colt Defense LLC. Los financiadores de Colt han acordado proveer 20 millones adicionales para que la empresa pueda seguir sus actividades con normalidad durante el proceso de suspensión de pagos, en el que seguirá al mando el actual presidente, Dennis Veilleux, y que esperan que se complete en los próximos tres meses.

#### 2021: Colt CZ Group y Taurus Armas
En 2021, Colt fue adquirida por el grupo Česká zbrojovka (CZG), que en 2022 cambiaría su nombre por el de Colt CZ Group. Lubomír Kovařík, presidente de CZG, afirmó que la adquisición permitiría la investigación y el desarrollo cooperativos entre ambos empresas, y especificó que los productos Colt continuarían fabricándose en Estados Unidos.
Por su parte, la empresa brasileña Taurus Armas, mediante la venta de una de sus filiales europeas, adquirió en 2023 una participación del 28% en el Colt CZ Group.

## Presidentes de Colt
- Samuel Colt (1855-1862)
- Elisha K. Root (1862-1865)
- Richard Jarvis (1865-1901)
- John Hall (1901-1902)
- Lewis C. Grover (1902-1909)
- William Skinner (1909-1911)
- Col. Charles L.F. Robinson (1911-1916)
- William Skinner (1916-1921)
- Samuel Stone (1921-1944)
- Graham H. Anthony (1944-1949)
- B. Franklin Conner (1949-1955)
- Chester Bland (1955-1958)
- Fred A. Roff, Jr. (1958-1962)
- David C. Scott (1962-1963)
- Paul A. Benke (1963-1968)
- David I. Margolis (1968-1995)[50][51]
- John F. Jastrem (1995-1996)
- Donald Zilkha (1996)
- Ronald L. Stewart (1996-1999)
- Steven Sliwa (1999)
- William M. Keys (1999-2013)
- Dennis R. Veilleux (2013–presente)[52]

## Armas cortas
Los años entre paréntesis indican el año en que comenzó la producción, no el año de la patente del modelo.
- Revólver Colt Paterson (1836)
- Revólver Colt Walker (1847)
- Revólver Colt Dragoon (1848)
- Revólver Colt 1851 Navy (1851)
- Revólver Colt Army (1860)
- Revólver Colt 1861 Navy (1861)
- Revólver Colt Modelo 1862 (1862)
- Revólver Colt Single Action Army "Peacemaker" (1872)
- Revólveres Colt Lightning, Thunderer y Rainmaker (1877)
- Revólver Colt Model 1878 Frontier (1878)
- Revólverers Colt New Army/Navy (1882 a 1903)
- Pistola semiautomática Colt M1900 (1900)
- Pistola semiautomática Colt M1902 (1902)
- Pistola semiautomática Colt 1903 Pocket Hammerless (Modelo M, 1903)
- Pistola semiautomática Colt 1908 Vest Pocket  (Modelo N, 1908)
- Pistola semiautomática Colt M1911; también conocida como la Government Model (Model O, 1911)
- Revólver Colt M1917 / New Service / M1909 / Colt Shooting Master
- Pistola semiautomática Colt 2000 de 9 mm
- Revólver Colt Anaconda (armazón AA)
- Colt Cadet 22
- Pistola semiautomática Colt Mustang
- Colt Delta Elite, una Colt M1911A1 recalibrada para disparar el cartucho 10 mm Auto
- Revólveres Colt Detective Special / Cobra / Agent (armazón D)
- Revólver Colt Diamondback
- Pistola semiautomática Colt Double Eagle
- Revólver Colt King Cobra revólver
- Pistola semiautomática Colt New Agent
- Revólver Colt Official Police / Modelos Oficiales (Match, Target & Special) / New Army & Navy (armazones E/I) / Colt.357 (armazón I)
- Pistola semiautomática Colt Officer's ACP
- Revólver Colt Police Positive revólver
- Revólver Colt Police Positive Special / Viper (armazón D)
- Colt SCAMP
- Colt SF VI, DS II, Magnum Carry (.357 Magnum)
- Revólver Colt Python (armazón I)
- Revólver Colt Trooper (armazón I), Trooper Mk III (armazón J), y trooper Mk V (armazón V)
- Pistola semiautomática Woodsman/Woodsman Match Target/Huntsman/Targetsman (Modelo S)

## Armas largas
- Ametralladora Colt-Browning M1895
- Carabina Colt Lightning
- Fusiles tipo AR-15, tales como el M16, la Carabina M4 y el Colt Commando
- Colt ACR
- Fusil Doble Colt

### General
- Flayderman, Norm (2001). Flayderman's Guide to Antique American Firearms... and their values. Iola, WI, USA: Krause Publications. ISBN 0-87349-313-3.
- Parker, John H. (Lt.) (1898). History of the Gatling Gun Detachment. Kansas City, MO, USA: Hudson-Kimberly Publishing Co.
- Parsons, John E.; du Mont, John S. (1953). Firearms in the Custer battle. Harrisburg, PA, USA: Stackpole Books. LCCN 53010563.
- Sapp, Rick (2007). Standard Catalog of Colt Firearms. F+W Media, Inc,. ISBN 9780896895348.
- Smith, W.H.B. (Walter Harold Black) (Ed.) (1968). Book of Pistols and Revolvers. Completely Up-dated by Joseph E. Smith (7th edición). Harrisburg, PA, USA: Stackpole Books. LCCN 68018959.

### Colt's influence on manufacturing technology
- Lehto, Mark R.; Buck, James R (2008). Introduction to human factors and ergonomics for engineers. New York: Taylor & Francis. ISBN 9780805853087.
- Lendler, Marc (1997). Crisis and political beliefs: the case of the Colt Firearms strike. Yale University Press. ISBN 9780300067460.